# يان بوديتش
يان بوديتش (بالإنجليزية: Ian Bowditch)‏ هو مبارز بالسيف أسترالي، ولد في 9 مارس 1939، وتوفي في 25 فبراير 2008.

## وصلات خارجية
- يان بوديتش على موقع أوليمبيديا (الإنجليزية)
- يان بوديتش على موقع اللجنة الأولمبية الأسترالية (الإنجليزية)